# 前85年
| 千纪： | 前1千纪 |
| 世纪： | 前2世纪 \| 前1世纪 \| 1世纪                                                                                |
| 年代： | 前110年代 \| 前100年代 \| 前90年代 \| 前80年代 \| 前70年代 \| 前60年代 \| 前50年代                         |
| 年份： | 前90年 \| 前89年 \| 前88年 \| 前87年 \| 前86年 \| 前85年 \| 前84年 \| 前83年 \| 前82年 \| 前81年 \| 前80年 |
| 纪年： | 西汉始元二年                                                                                               |

## 大事记
- 匈奴壶衍鞮单于即位
- 第一次米特里達梯戰爭結束
- 約前85年，阿特羅帕特尼王國成為亞美尼亞之附庸國。
- 凱撒與富商之女蘇提婭訂婚
- 前85年1月23日，日食
- 始元二年（前85年），漢昭帝封金日磾為㢉侯、上官桀為安陽侯、霍光為博陸侯
- 始元二年（前85年），漢朝會稽郡下設冶縣、回浦縣
- 始元二年（前85年），益州廉頭、牂柯等郡人民反漢

## 出生
- 布魯圖斯：晚期羅馬共和國的元老院議員，參與了刺殺凱撒
- 蓋烏斯·卡西烏斯·朗基努斯

## 逝世
- 狐鹿姑單于
- 劉辟彊 (宗正)
- 嘗羌